# Léon Delagrange
Ferdinand Léon Delagrange född 14 mars 1873 i Orléans död 4 januari 1910, var en fransk skulptör och flygpionjär med franskt flygcertifikat nr 3. 

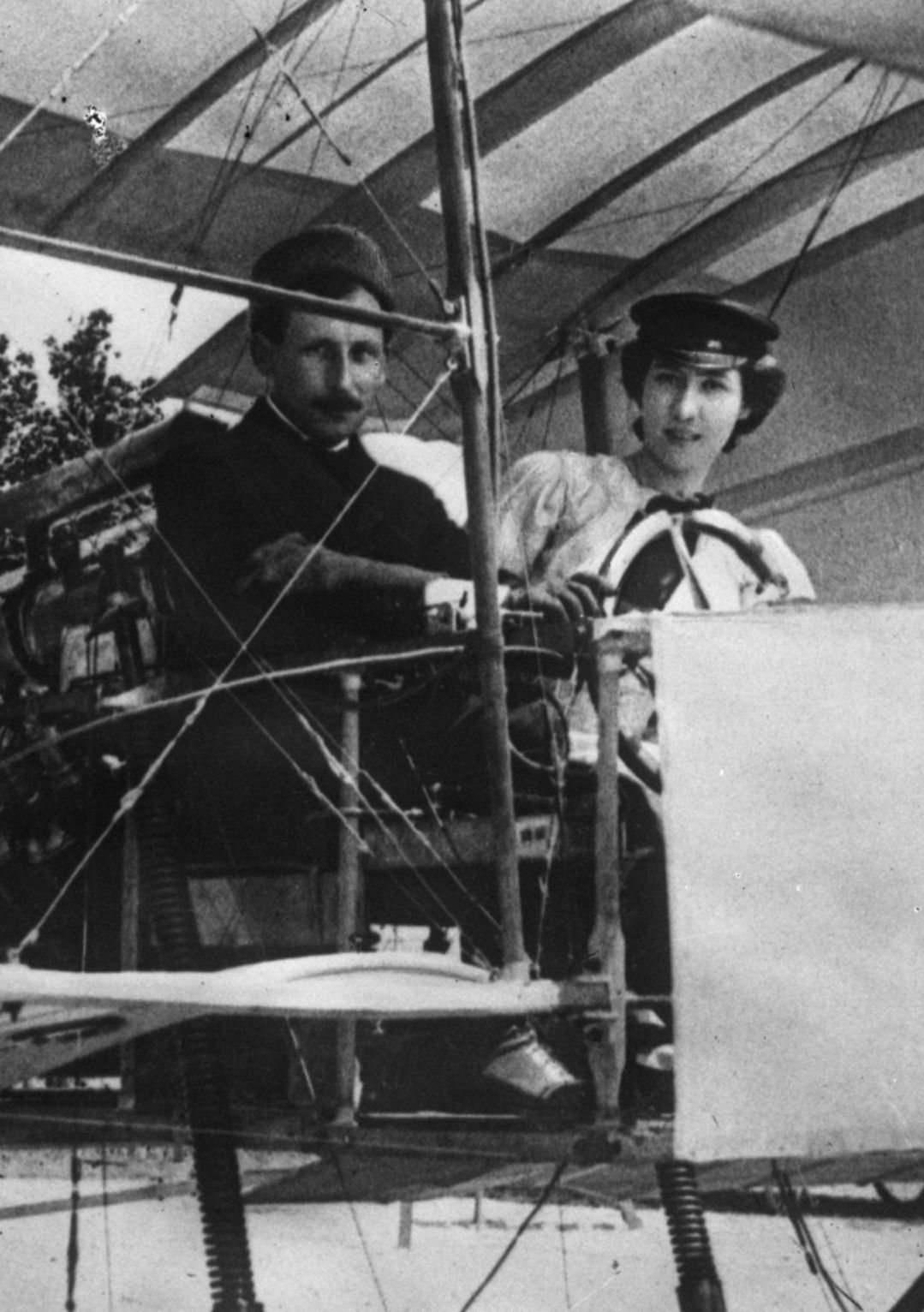
Léon Delagrange och Thérèse Peltier, 1908

Ferdinand Delagrange utbildade sig till skulptör vid konstskolan École des Beaux-Arts i Paris. Han blev känd för flera offentliga skulpturer i Frankrike. Han köpte sitt första flygplan 1907 av Gabriel Voisin, och samma år valdes han till ordförande i Aéro-Club de France. I mars 1908 genomförde han en passagerarflygning med Henri Farman. Den 8 juli 1908 fick Madame Peltier följa med på ett kort flyghopp i Milano, som blev början till Peltiers flygintresse, och Delagrange gav henne flyglektoner under deras resor till olika flyguppvisningar. Efter det att Delagrange satte ett uthållighetsrekord 23 juni 1908 med en flygtur på 18 minuter i Milano, startade en tävling mellan honom och Henri Farman. Redan 6 juli blev tiden slagen, när Farman genomförde en 20 minuter lång flygning över Gent i Belgien. Den 6 september flög Delagrange en 25 kilomerer lång sträcka över Issy, vilket tvingade Farman att genomföra en 40 kilometer lång flygtur över Champ de Chalons den 2 oktober 1908. Under resan till Italien följde Gabriel Voisin med som mekaniker. I Rom frågade Mario Calderara de båda flygarna om han fick följa med till Frankrike för att lära sig flyga och bygga flygplan. Delagrange, som inte var tekniskt kunnig, avböjde men Voisin gav sitt medgivande. I slutet på 1908 satte Delagrange upp ett pris på 1000 francs till den kvinna som ensam lyckas flyga 1 000 meter. Han tilldelades La Légion d'Honneur 1909 och en medalj från vetenskapsakademien i Paris 1910.
Under en flygning 4 januari 1910 med ett Bleriot XI vid Pau havererade han olyckligt och avled. Flygplanet hade tidigare använts av Delagrange vid flyguppvisningen i Doncaster, men då Delagrange ansåg att motorn var för svag, ersatte han den med en 50 hk roterande Gnome stjärnmotor. Troligen blev motorn för stark för flygplanet och den gyroeffekt som uppstod från motorn hindrade flygplanet att rätta upp sig efter en sväng. När Hubert Latham 7 januari 1910 genomförde sitt höjdrekord över Mourmelon-le-Grand tillägnade han Delagrange rekordet.